# Altenbroek (natuurgebied)
Altenbroek, ook Altembroek genoemd, is een natuurgebied in de Belgische gemeente Voeren, gelegen tussen 's-Gravenvoeren, Sint-Martens-Voeren en Noorbeek (Nederland) in het Noordal. Het gebied is onderdeel van het Natura 2000-gebied Voerstreek en is eigendom van Natuurpunt.
Het gebied bevindt zich in de omgeving van Kasteel Altenbroek en omvat beemden van het riviertje de Noor en hellingbossen. Het sluit aan op het natuurgebied Schoppemerheide in het zuiden en op het Nederlandse natuurgebied Noordal in het oosten. Een deel van het gebied wordt begraasd door het Glanrund, een oud Limburgs runderras dat sedert het begin van de 19e eeuw vrijwel verdween, maar opnieuw werd geïntroduceerd.

## Fauna en Flora

### Fauna
Zoogdieren
- Das

Amfibiën
- Vroedmeesterpad

Ongewervelden
- Icarusblauwtje, gele luzernevlinder, kleine vuurvlinder, veldparelmoervlinder,

### Flora
- wilde tijm, wilde marjolein, ruig klokje, duifkruid, wondklaver, bijenorchis, bosorchis, soldaatjes, sleedoorn

## Galerij

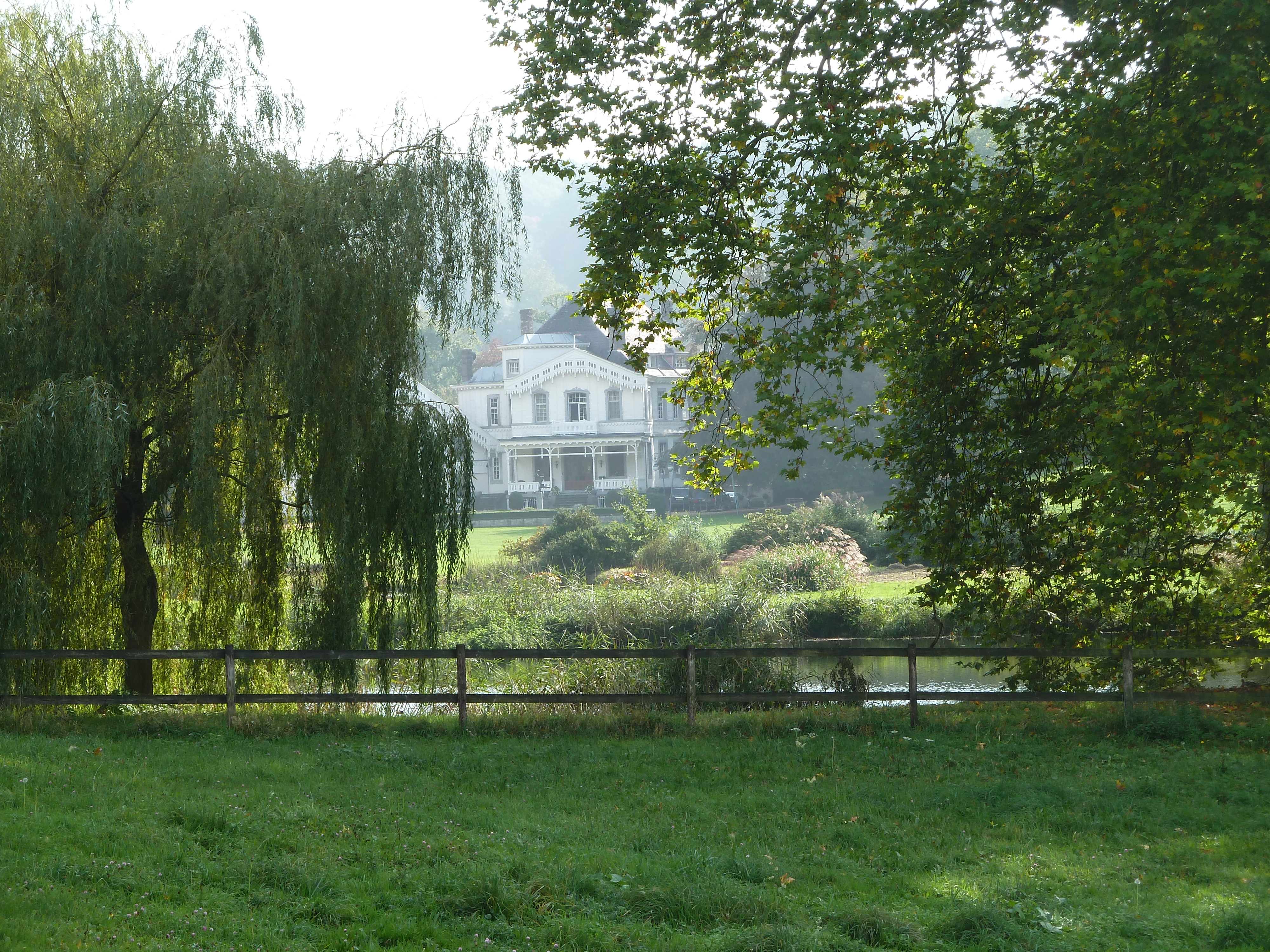
Het kasteel in het omringend landschap
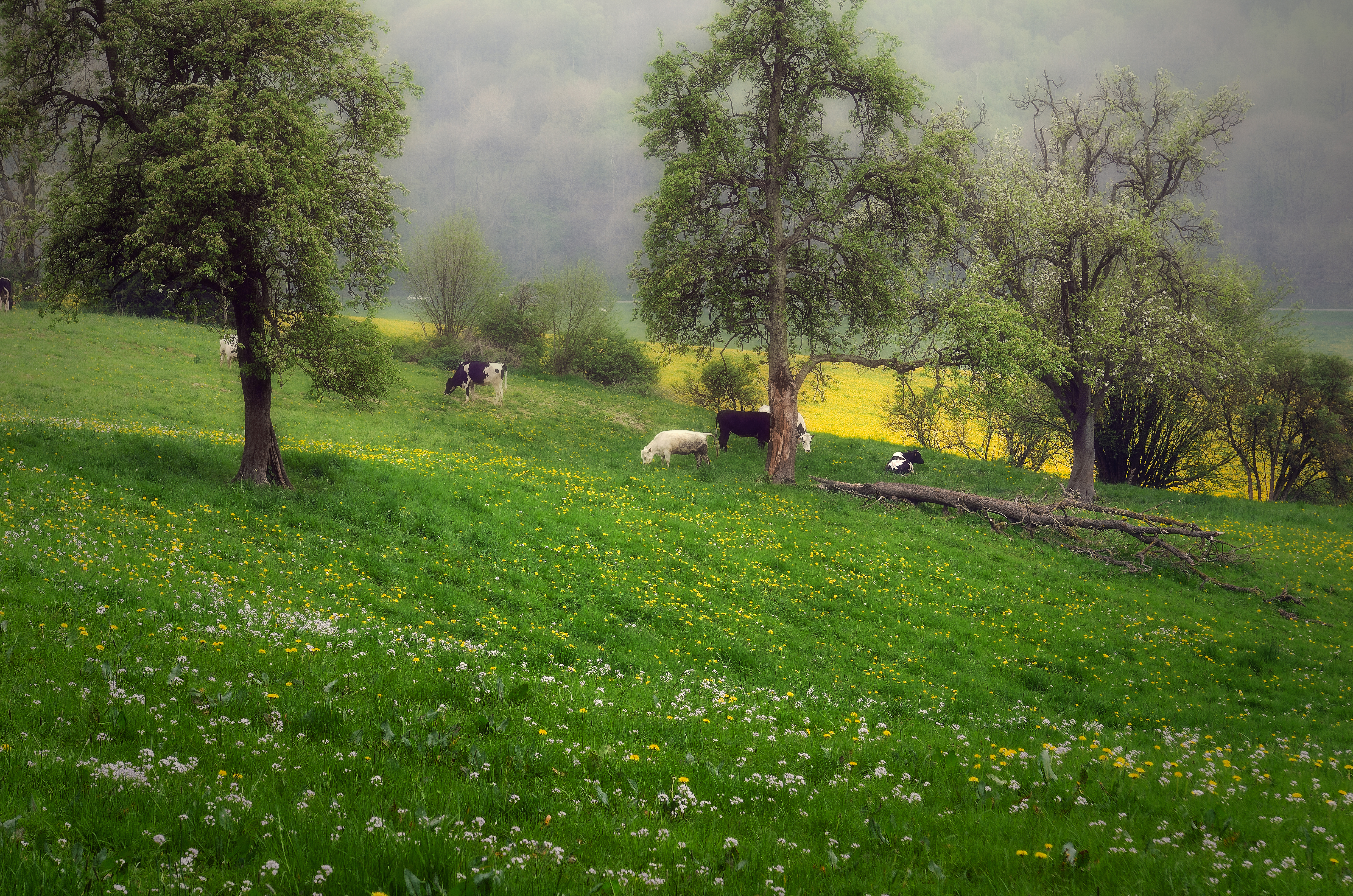
Een mistige morgen bij de Noor(beek)
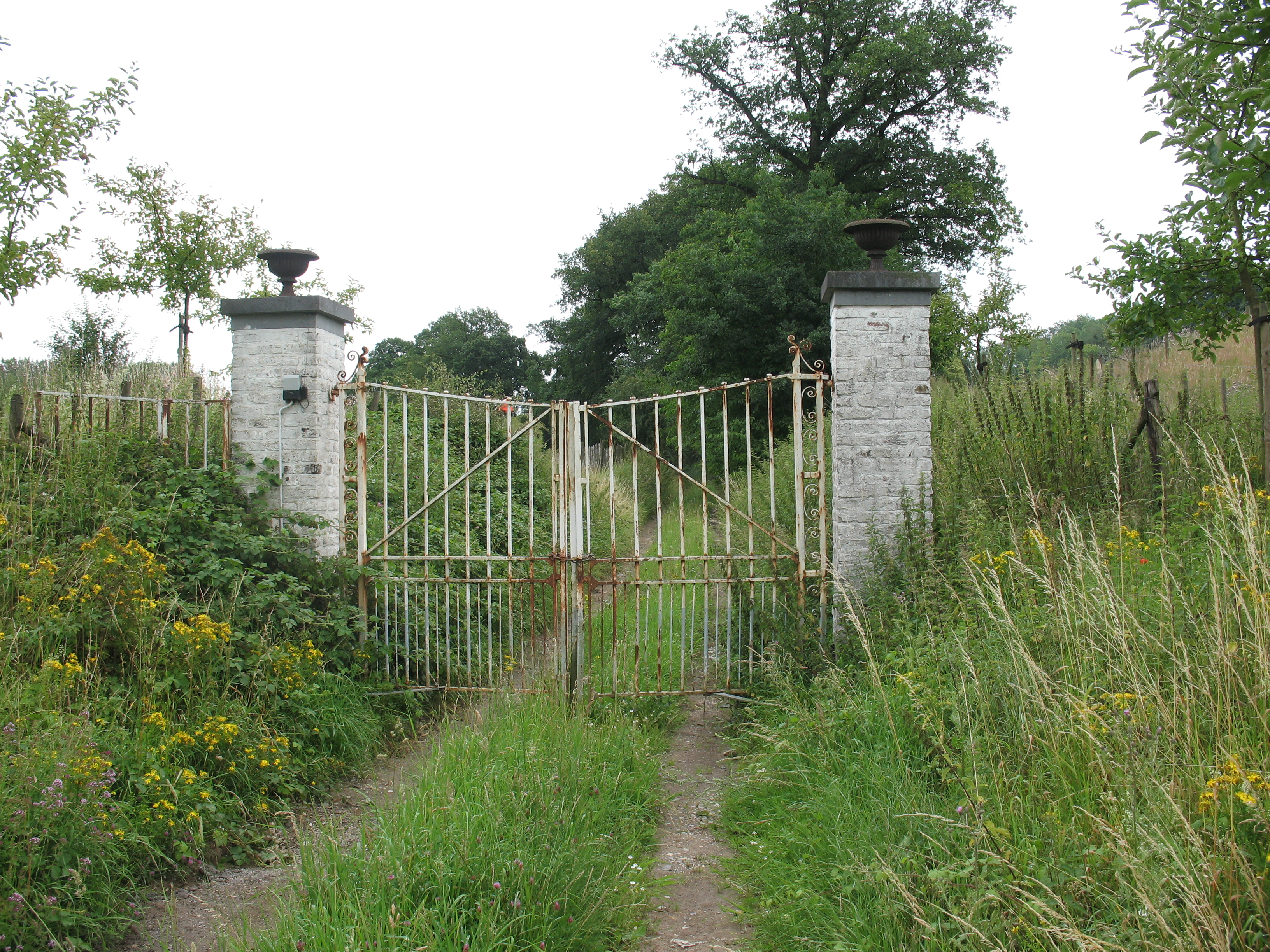
Afgesloten veldweg naar Noorbeek
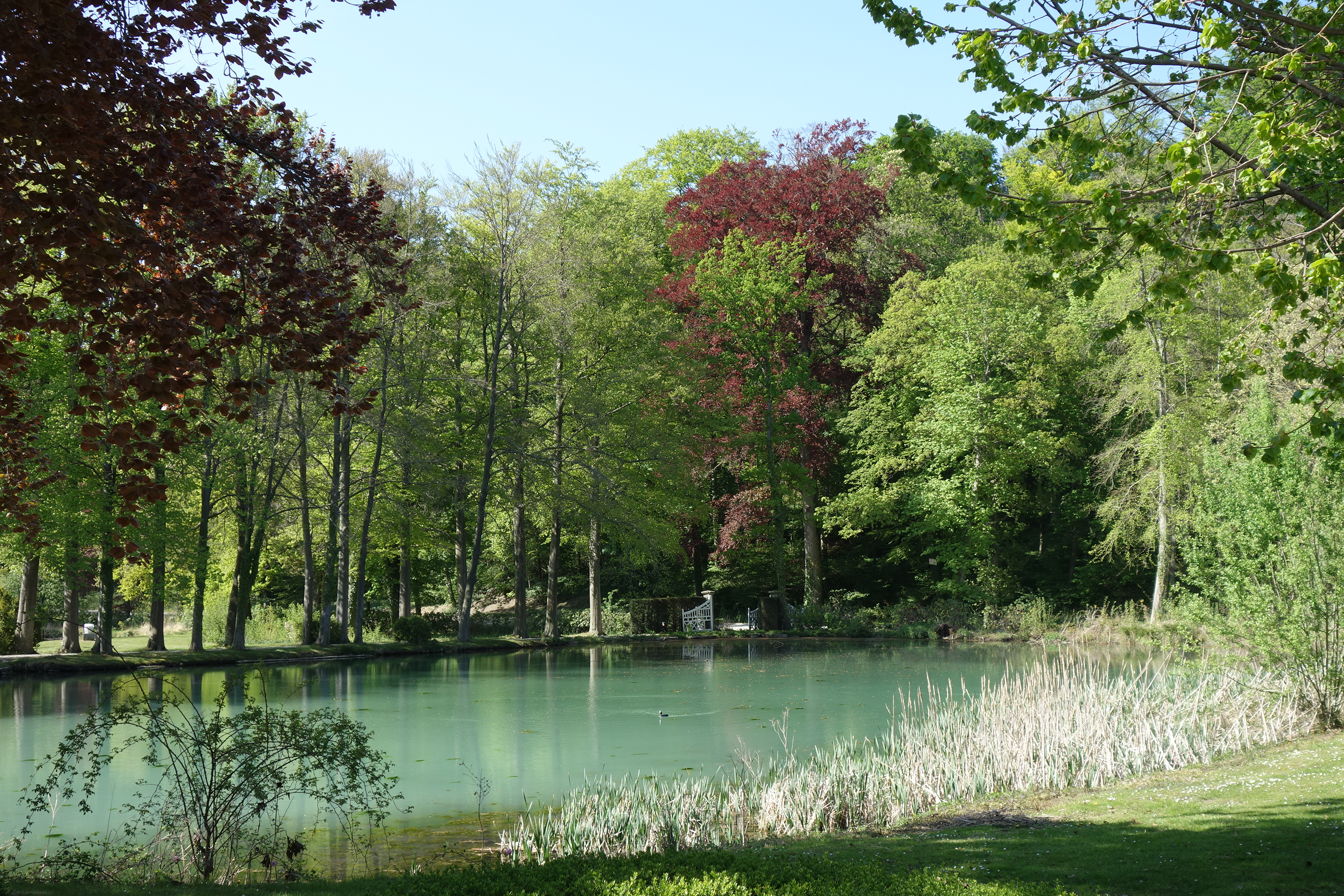
Kasteelvijver met bosgebied
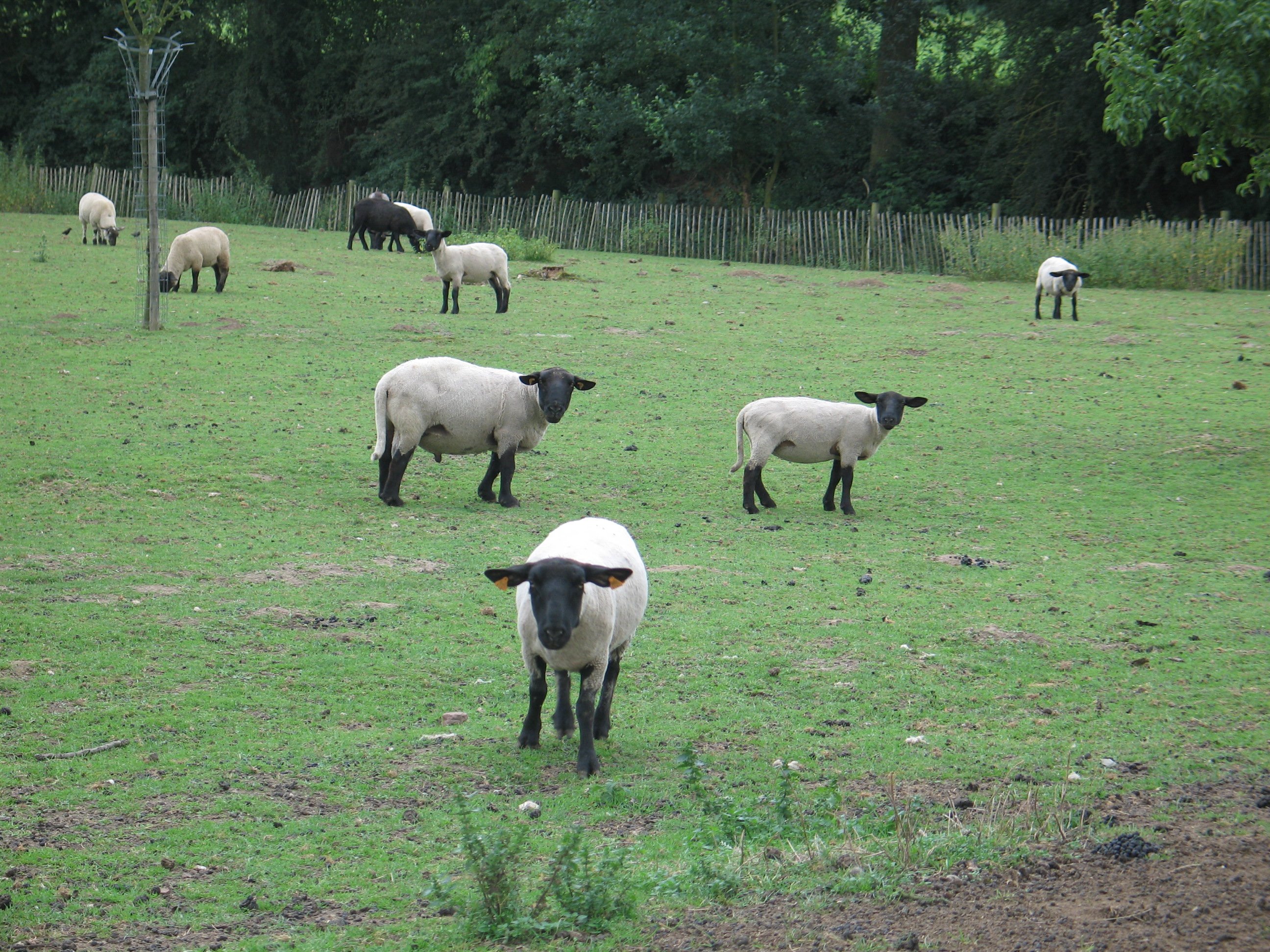
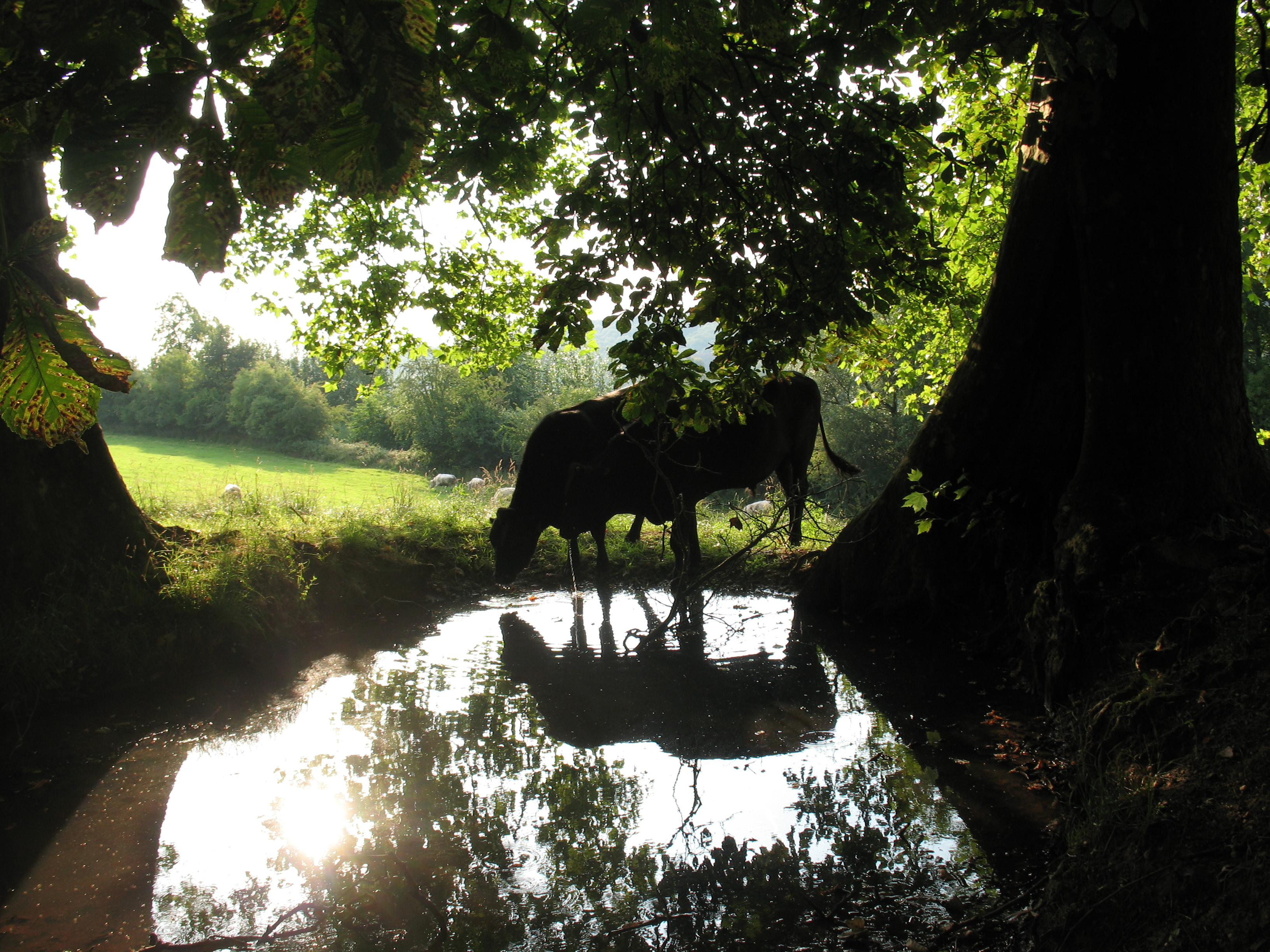